# 皿洗い

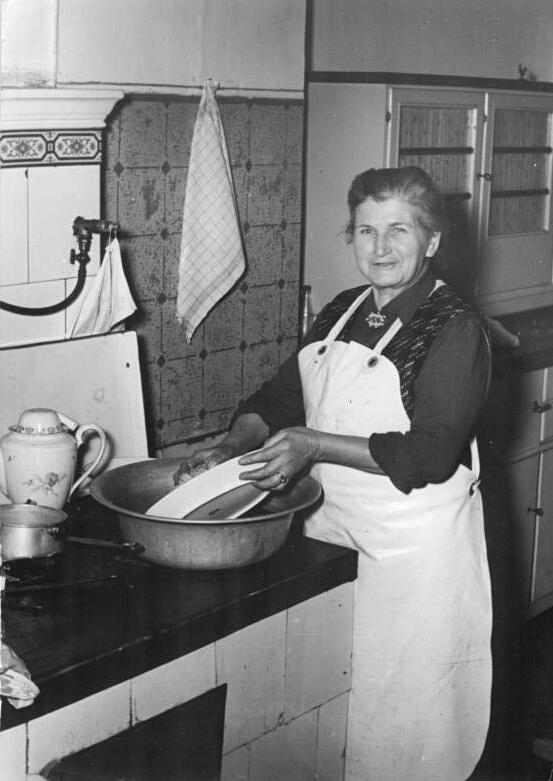
皿洗い (1951年、ドイツ)

皿洗い（さらあらい、食器洗い、Dishwashing）は、 食中毒を防ぐために調理器具、食器、その他を洗浄すること。 これは、食器用洗剤を使用して流し台で手作業で行うか、食器洗い機を使用して行うかのいずれかであり、主にキッチン、家事室、洗面所などで行われる。

## 手段

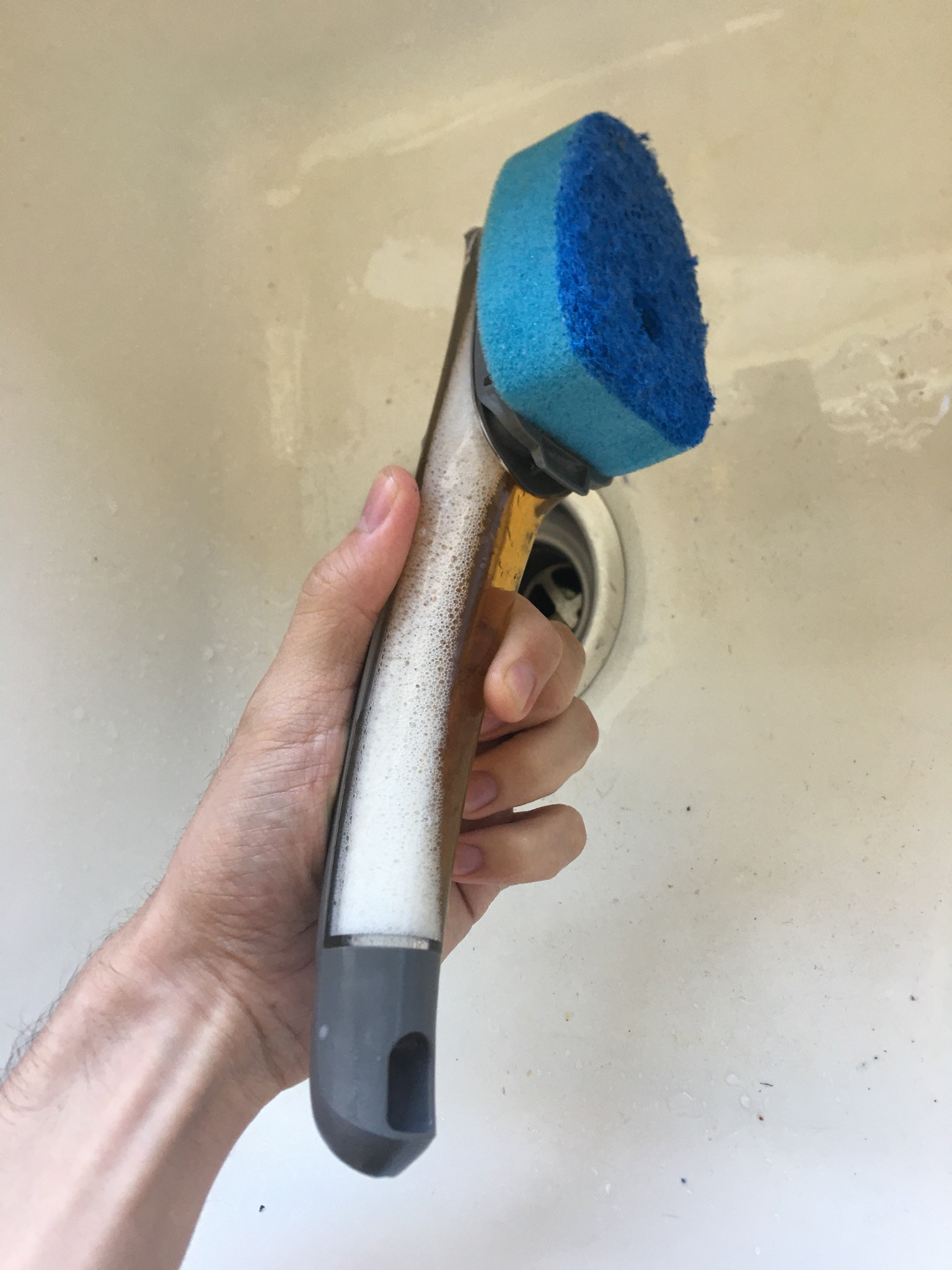
手で食器を洗うための現代の道具で、水と食器用洗剤の混合物で満たされた中空の持ち手で構成されており、皿に押し付けてこすると、先端のスポンジから泡が出る。

食器洗いは通常、自動食器洗い機を使用して行われない限り、食器を洗うための専用の道具を使用して行われる。一般的に使用される道具としては、布、スポンジ、ブラシ、さらにはスチールウールが用いられる。爪は布などの柔らかい素材よりも硬い汚れを取り除くのに効果的であることが多いため、手で直接洗うこともある。一般的には食器用洗剤が使用されるが、固形石鹸もしばしば使われる。お湯や食器用洗剤に敏感な人、古い食べ物の粒子に触れたくない人、または濡れたくない人が食器を洗うときにゴム手袋を着用することがよくある。皮膚科医によると、一部の化学物質は皮膚に損傷を与えたり、アレルギーを発症したりする可能性があるため、水や洗浄剤を扱うときはいつでも保護手袋を使用することが勧められる。エプロンを着けている人も多い。
また、好まれる温度や水の状態にもばらつきがある。冷水やお湯を好む人もいれば、流水や溜まった水を好む人もいる。

## 衛生
レストランなど、不特定多数に料理を提供する場合、食中毒などの蔓延を防ぐために消毒が必要である。ほとんどのレストランには3つ以上のコンパートメントシンク(国または地域の規制によって異なる)があり、3つのシンクシステムが汚れた食器の洗浄、すすぎ、消毒の役割で分けられたうえでを使用されており、最初のコンパートメントは温水と石鹸または洗剤の組み合わせとなる。最初のコンパートメント内の水は、多くの場合、35〜49°Cである必要がある。
ほとんどの施設には食器洗浄機があり、非常に熱いお湯または希釈漂白剤溶液などの化学消毒液で食器を消毒している。皿は大きなトレイに置かれ、機械を通してローラーに移動する。食器洗い機は通常63°Cを超え、熱により殺菌するが、手洗いは最大40°Cの温度に過ぎない。
環境に優しくはないが、漂白剤は完全に蒸発し、安価で、ほとんど完全な殺菌が可能であるため、衛生において重要である。キャビネット、冷蔵庫、カウンターなど、大人数の人が触れるものはすべて、石鹸水で洗い、きれいな水ですすいだ後、定期的に拭くか、希釈漂白剤溶液がスプレーされる。
ただし、漂白剤は有機物の存在下ではあまり効果的ではないため、少量の食品残留物があればサルモネラ菌などの生存が十分に可能となる。スクラビングと漂白剤の浸漬はサルモネラ菌の汚染を減らすのに効果的であるが、この方法でもサルモネラ菌を完全に除去することはできない。
手洗いでは、微生物を拡散させる可能性のある手ぬぐいやスポンジよりも、ナイロン毛のプラスチックブラシが好まれる 公共の食品施設での手洗いには、石鹸または消毒剤の使用が義務付けられている。。
イギリスでは、手洗いの場合、洗った後のすすぎを行わないことが多く、タオルを使わずに自然乾燥させることも多い。英国式の乾燥方法は汚れやバクテリアを減らすが、すすぎを行い、タオルを使用する米国式はより早くバクテリアが減少する。

## 伝統的な皿洗い

### 発展途上国

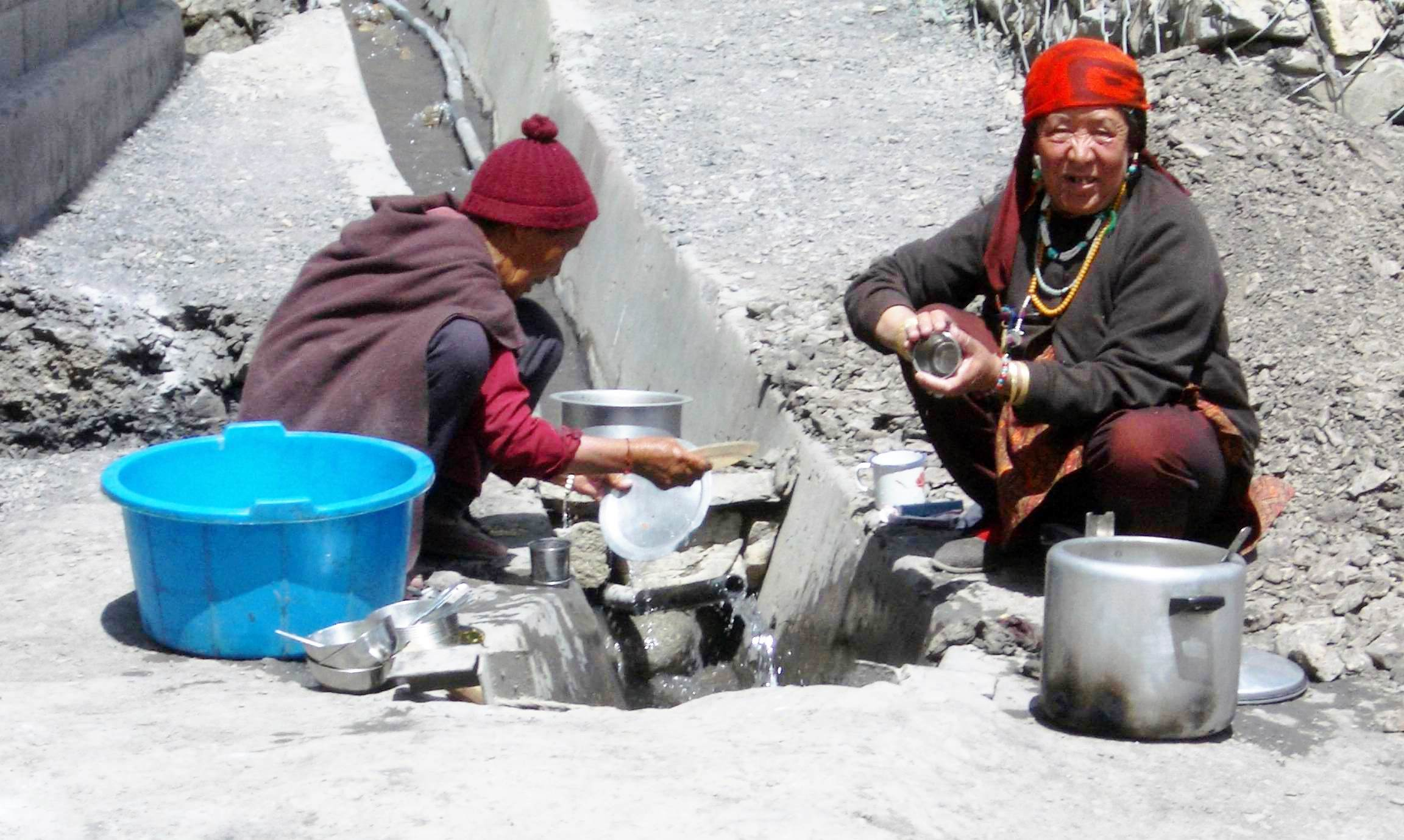
皿を洗う尼僧 (2004年、インド)

伝統的な食器洗いは、灰をつけた濡れ布巾で調理器具をこすり、汚れを落とすものである。その後、きれいな水ですすぎ、吊るして乾燥させる。スクラブ・アッシュは、食器洗い用に薪を燃やして特別に作られた灰である。これはネパール、インドネシア、インドなどアジアの発展途上国の村落でよく見られる習慣である。

## 食器洗い機

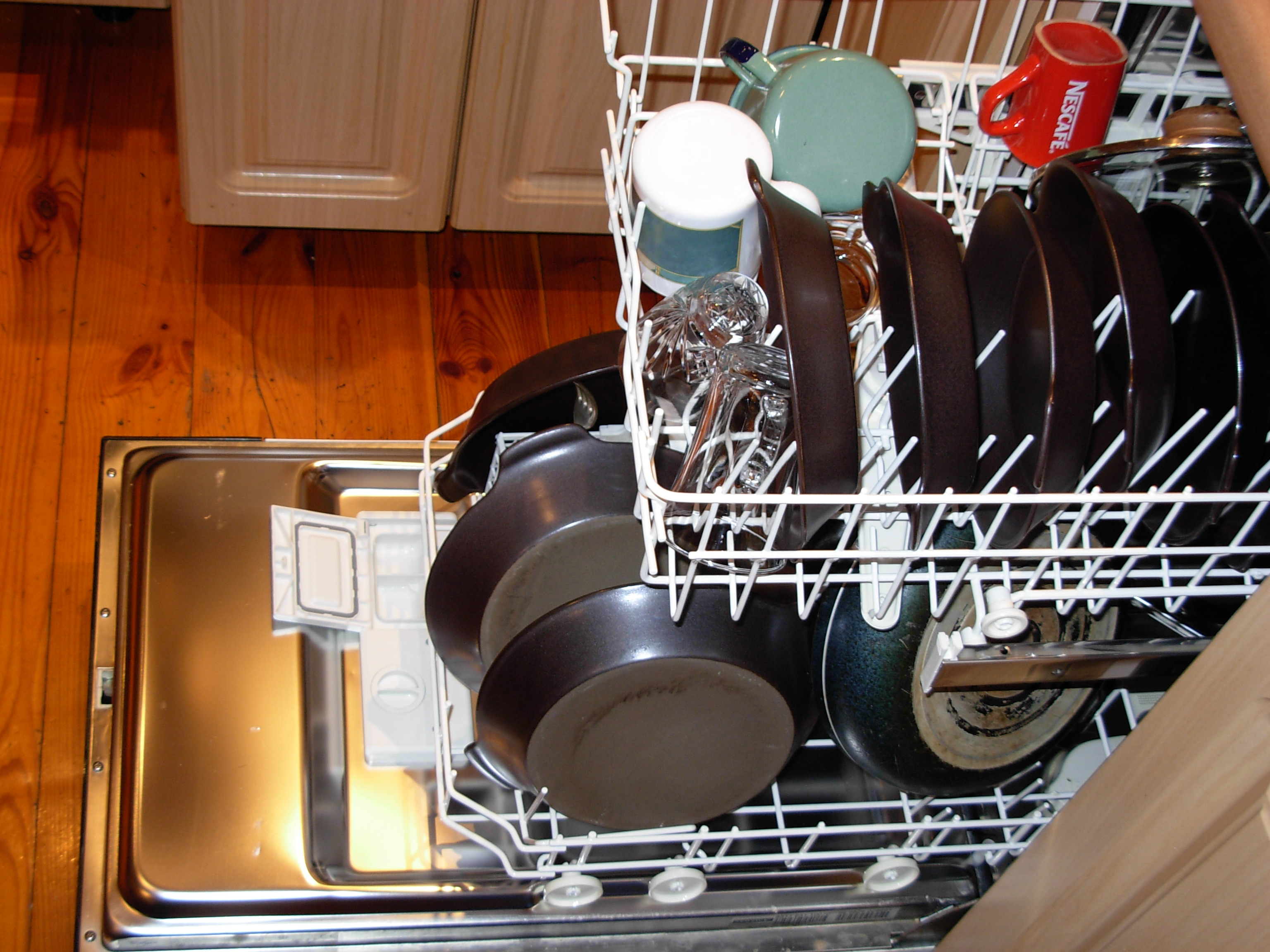
食器洗い機

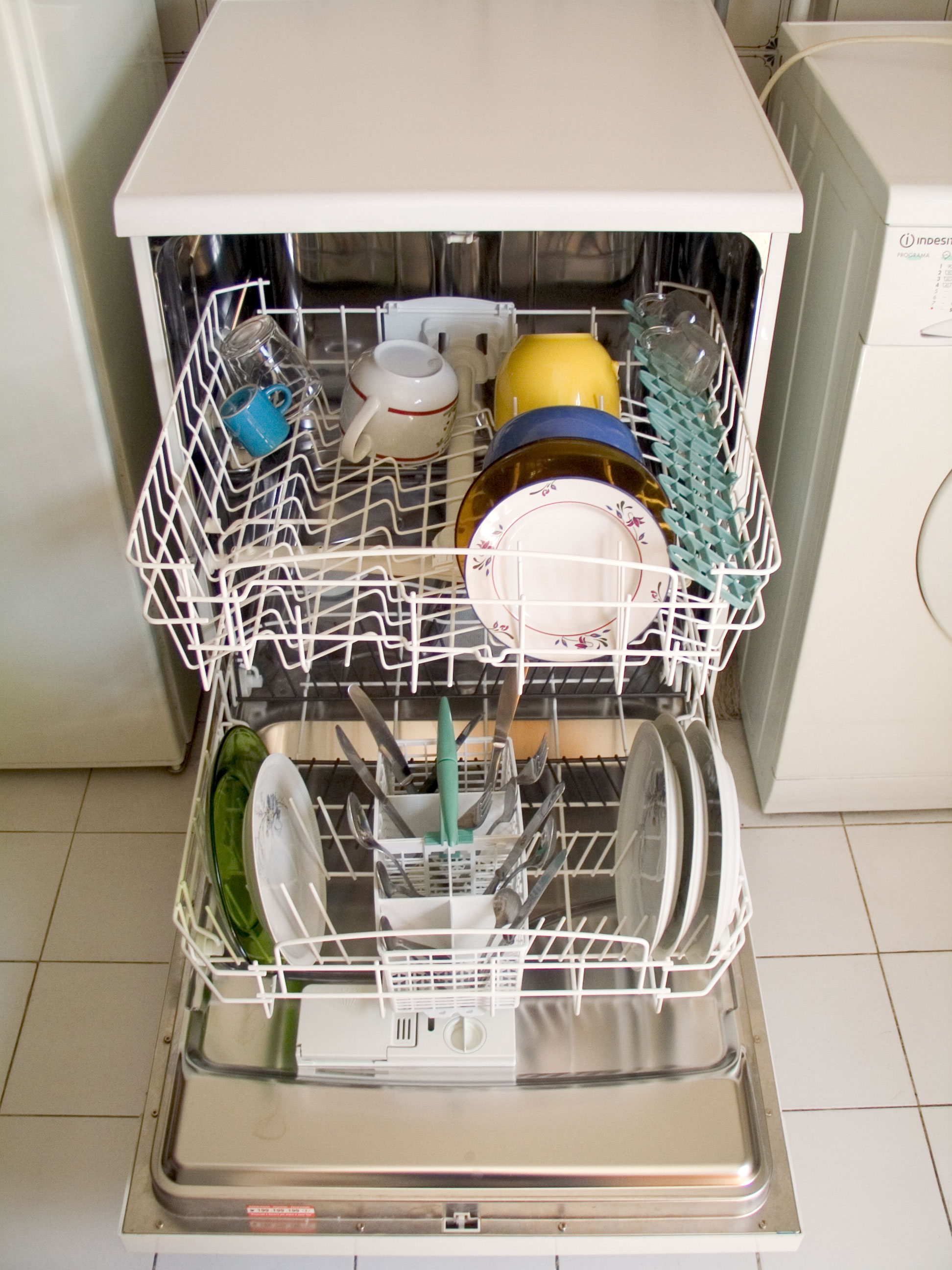
食器洗い機

食器洗い機は、食器やカトラリーを自動的に掃除するための機械である。汚れを取り除くための物理的なこすり洗いに大きく依存する手動の食器洗いとは異なり、機械式食器洗い機は、通常45〜75°Cのお湯を食器に噴霧することによって洗浄し、デリケートな食器には低温が使用される。
水と食器洗浄機用洗剤の混合液が、1つまたは複数の回転するスプレーアームに送り込まれ、食器に洗浄混合液を吹き付ける。混合液は水とエネルギーを節約するために循環される。多くの場合、洗剤を含まない予洗いが行われ、その後水が排出される。続いて、真水と洗剤による本洗いが行われる。洗濯が終わると、水は排水され、電気機械式電磁弁によってさらに温水が浴槽に入り、すすぎサイクルが始まる。すすぎが終わると、水は再び排水され、食器はいくつかの乾燥方法のいずれかを使って乾燥される。通常、水の表面張力を低下させる化学薬品であるリンス・エイドが、硬水やその他の理由による水垢を減らすために使用される。
家庭用機器に加え、多くの食器を洗浄しなければならないホテルやレストランなどの商業施設で使用できる業務用食器洗い機もある。洗浄温度は65～71℃であり、最終すすぎ温度を82℃にするブースターヒーターを使用するか、化学除菌剤を使用することで除菌を行う。